# M 10 (звёздное скопление)
M 10 (также известно как Messier 10 или NGC 6254) — шаровое звёздное скопление в созвездии Змееносца.

## История открытия
Было открыто Шарлем Мессье в 1764 году.

## Интересные характеристики
Скопление имеет видимый поперечник около 20', что соответствует диаметру 83 световых лет, принимая во внимание расстояние до Земли в 14 300 световых лет. В скоплении было обнаружено только 4 переменные звезды.

## Наблюдения

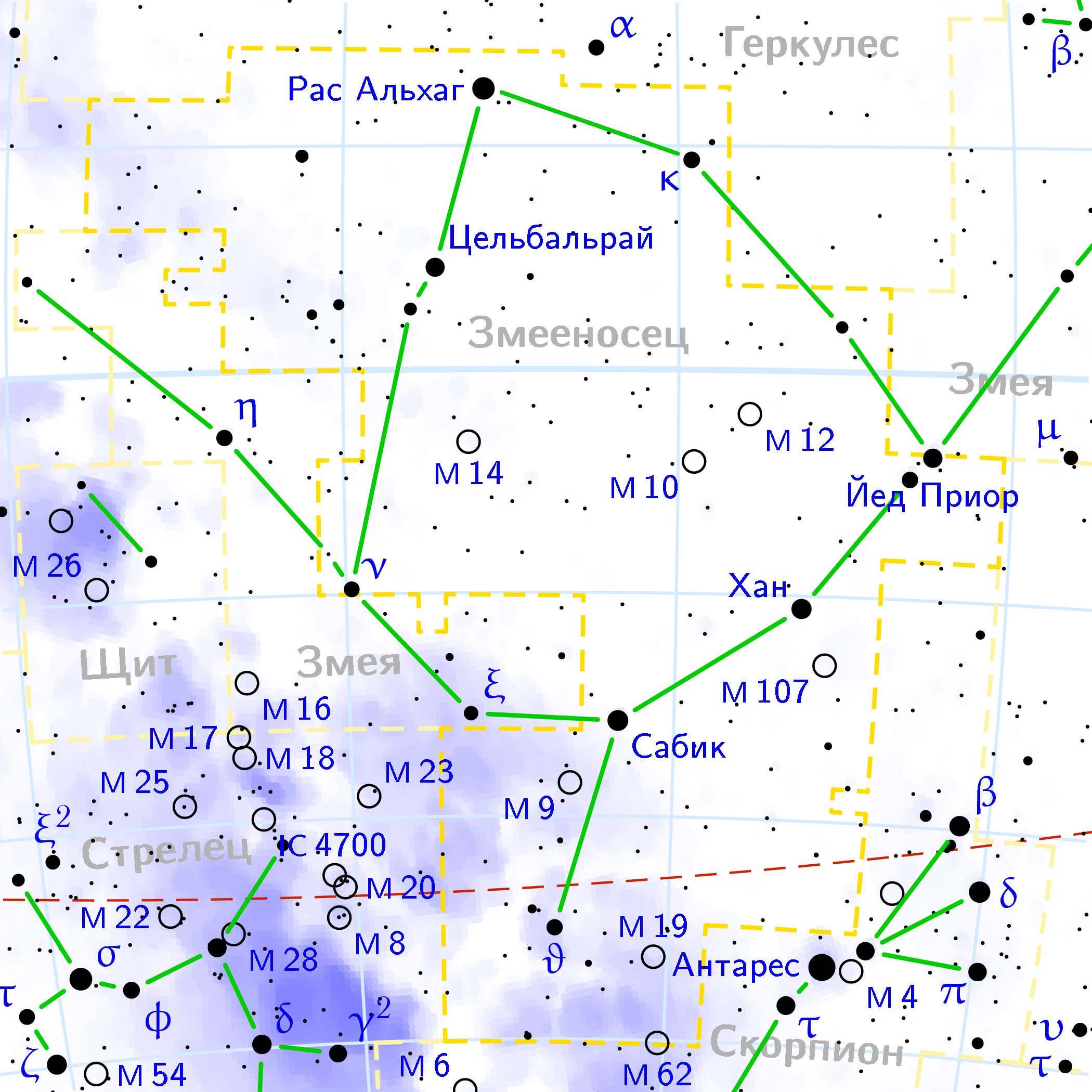
М 10 в Созвездии Змееносца

Это яркое шаровое скопление в центре Змееносца доступно для наблюдений в средней полосе России короткими летними ночами. Его можно заметить даже в бинокль. В телескоп средней апертуры (127—180 мм) M 10 разрешается на звёзды и кажется, что его ядро смещено относительно гало – так обычно выглядят головы комет. При бо́льших апертурах (от 350 мм) видна двойственность ядра и пара звёздных ветвей, радиально исходящих из ядра.

### Соседи по небу из каталога Мессье
- M 12 — (на запад) менее концентрированное, не столь яркое;
- M 14 — (по дальше на восток) очень концентрированное и плотное, далёкое от нас шаровое скопление;
- M 107 — (на юг) более тусклое и менее заметное;

### Последовательность наблюдения в «Марафоне Мессье»
…M 57 → M 12 → M 10 → M 107 → M 80…